# Дмитриевское (Новленский сельсовет)
Дмитриевское — деревня в Вологодском районе Вологодской области.
Входит в состав Новленского сельского поселения, с точки зрения административно-территориального деления — в Новленский сельсовет.
Расстояние по автодороге до районного центра Вологды — 62 км, до центра муниципального образования Новленского — 2 км. Ближайшие населённые пункты — Колотилово, Новленское, Марьинское, Андрюшино.

## Население
По переписи 2002 года население — 17 человек.
| 2002 | 2010 |
| ---- | ---- |
| 17   | ↗26  |